# جیائوکو، تونگلینگ
جیائوکو (به لاتین: Jiaoqu) یک منطقهٔ مسکونی در چین است که در تانگلینگ واقع شده‌است. جیائوکو ۶۵۰ کیلومتر مربع مساحت و ۲۵۵٬۸۸۶ نفر جمعیت دارد.